# Bela Crkva (okręg maczwański)
Bela Crkva (cyr. Бела Црква) – wieś w Serbii, w okręgu maczwańskim, w gminie Krupanj. W 2011 roku liczyła 659 mieszkańców.